# Fassmer
Fassmer est un chantier naval allemand basé à Berne sur la Weser. Il a été fondé en 1850 par Johannes Fassmer en tant que chantier naval spécialisé dans la construction de bateaux en bois et de canots de sauvetage. Le chantier naval emploie environ 1100 personnes. Il construit différents types de navires pour des utilisateurs civils ainsi que pour les marines, les garde-côtes et d’autres forces armées. Il se concentre sur la construction de patrouilleurs de différentes catégories, des petits patrouilleurs aux grands patrouilleurs océaniques.

## Projets sélectionnés

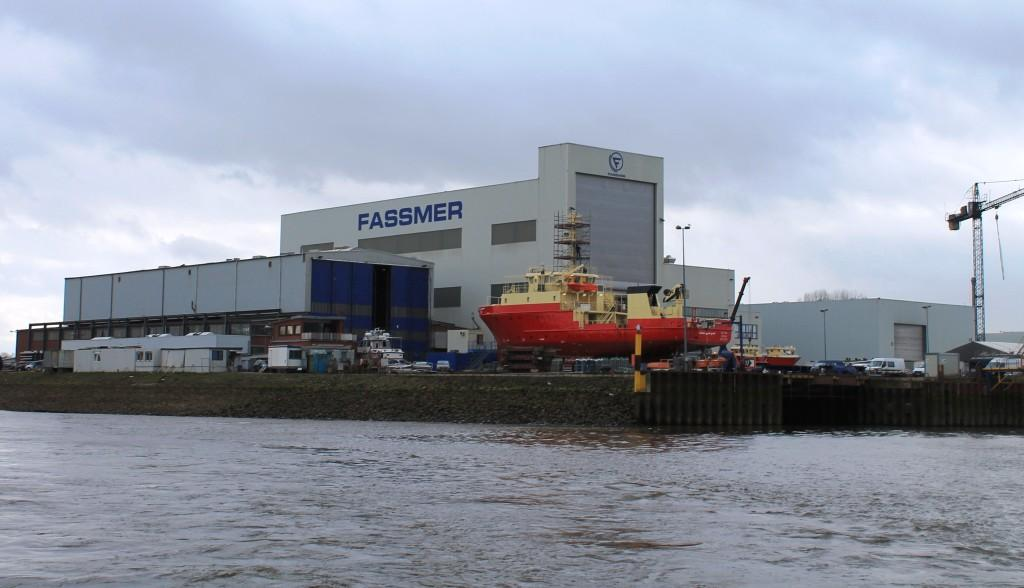
Chantier naval Fassmer

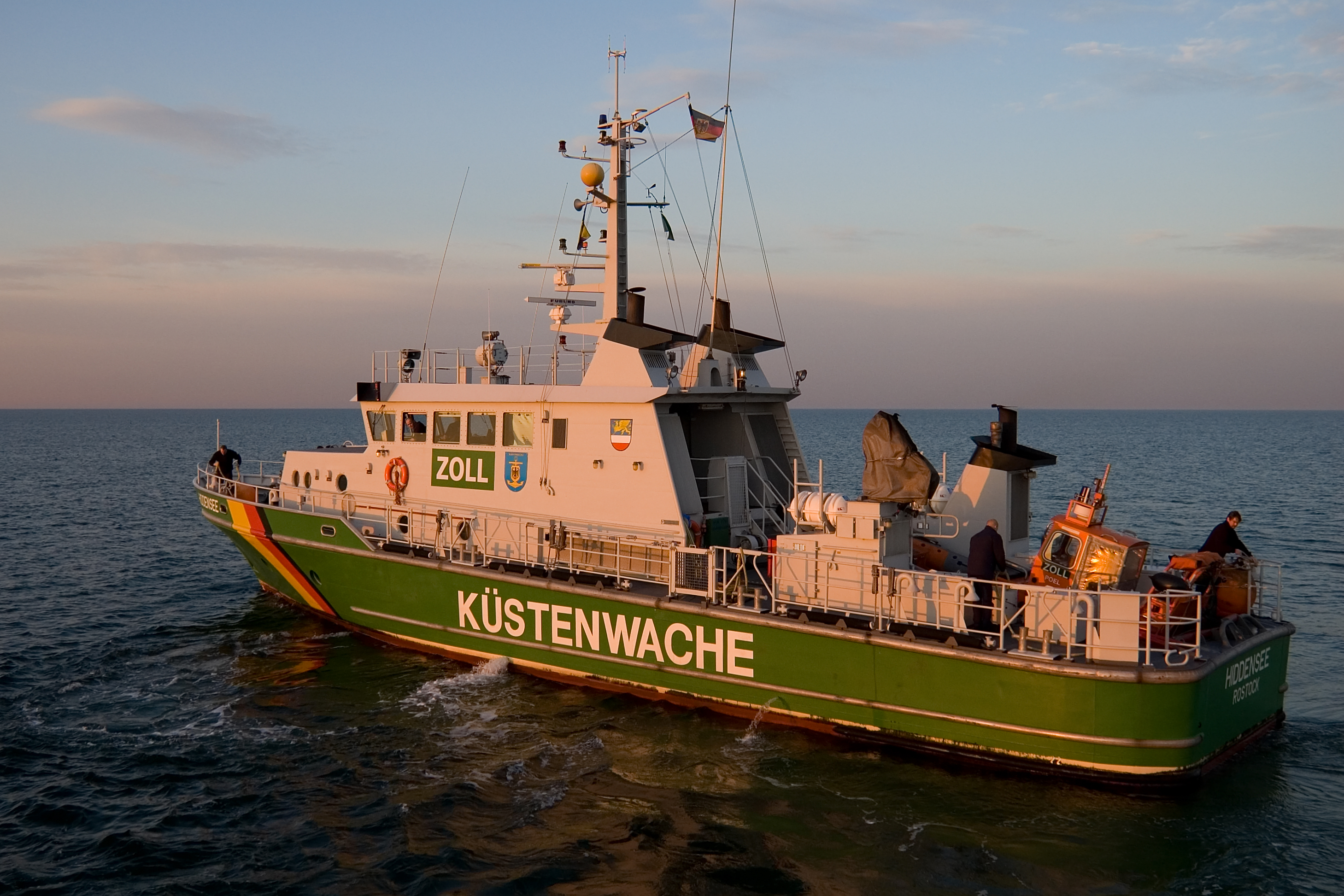
Patrouilleur Hiddensee type Fassmer FBP 28

- Patrulleros de Zona Marítima (OPV 80, 11 unités) : patrouilleurs océaniques conçus pour les marines du Chili et de la Colombie[3]
- Classe Potsdam (3 unités) : patrouilleurs océaniques pour la police fédérale allemande[4]
- Fassmer FPB 13 / 25 / 28 / 29 / 34 : série de patrouilleurs
- 11 de Noviembre (PC145) : patrouilleur colombien Fassmer CPV 40
- Rainbow Warrior III, un navire de Greenpeace
- MPV70 MK.II : navire de soutien polyvalent pour la marine équatorienne
- Kalkgrund et Stollergrund : deux bâtiments d’expérimentation sous-marine commandés en 2021 par le ministère de la Défense allemand[5]
- Meteor, reserach vessel[6]